# Jovanja
Jovanja (em cirílico: Јовања) é uma vila da Sérvia localizada no município de Valjevo, pertencente ao distrito de Kolubara. A sua população era de 271 habitantes segundo o censo de 2011.

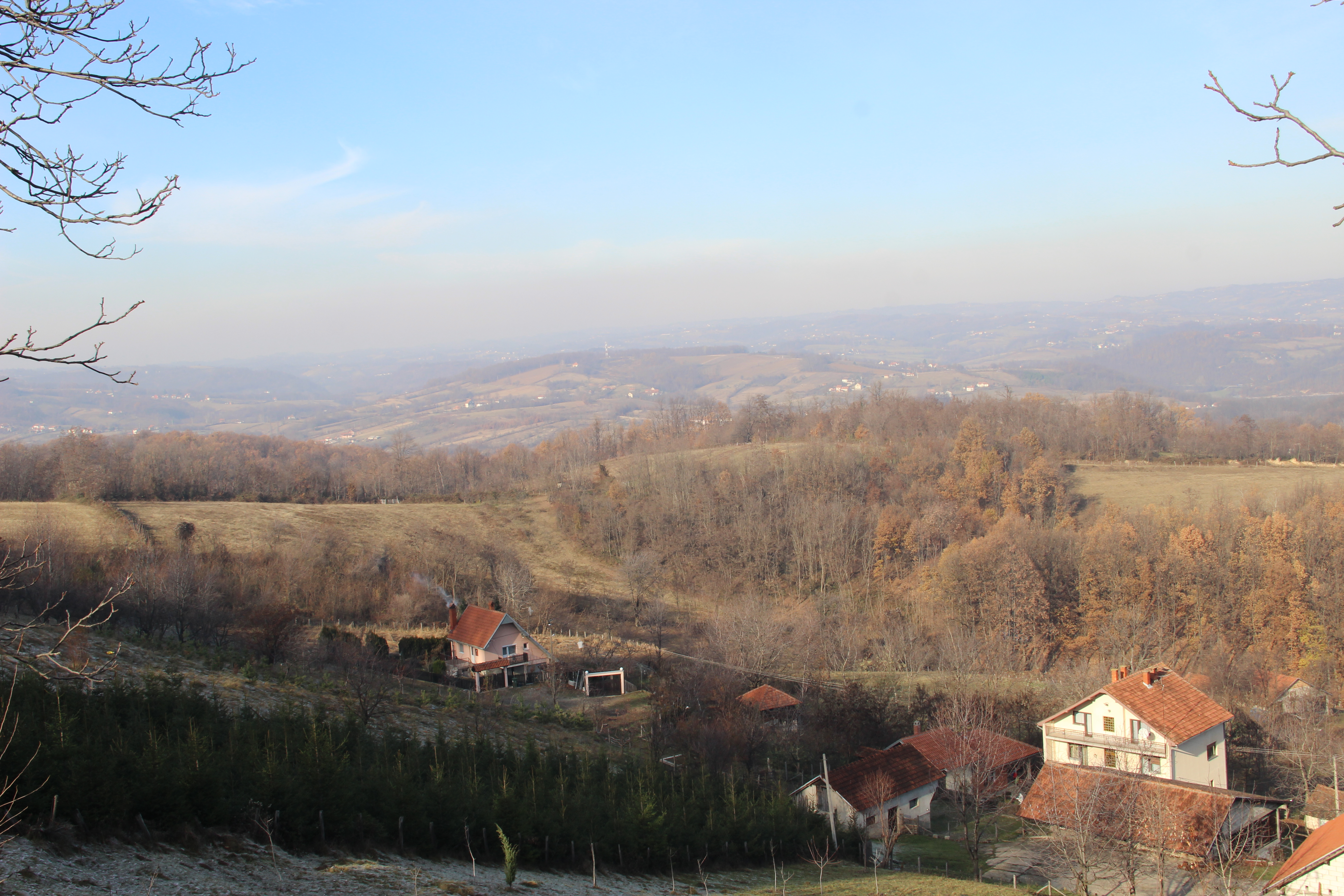
Jovanja - panorama
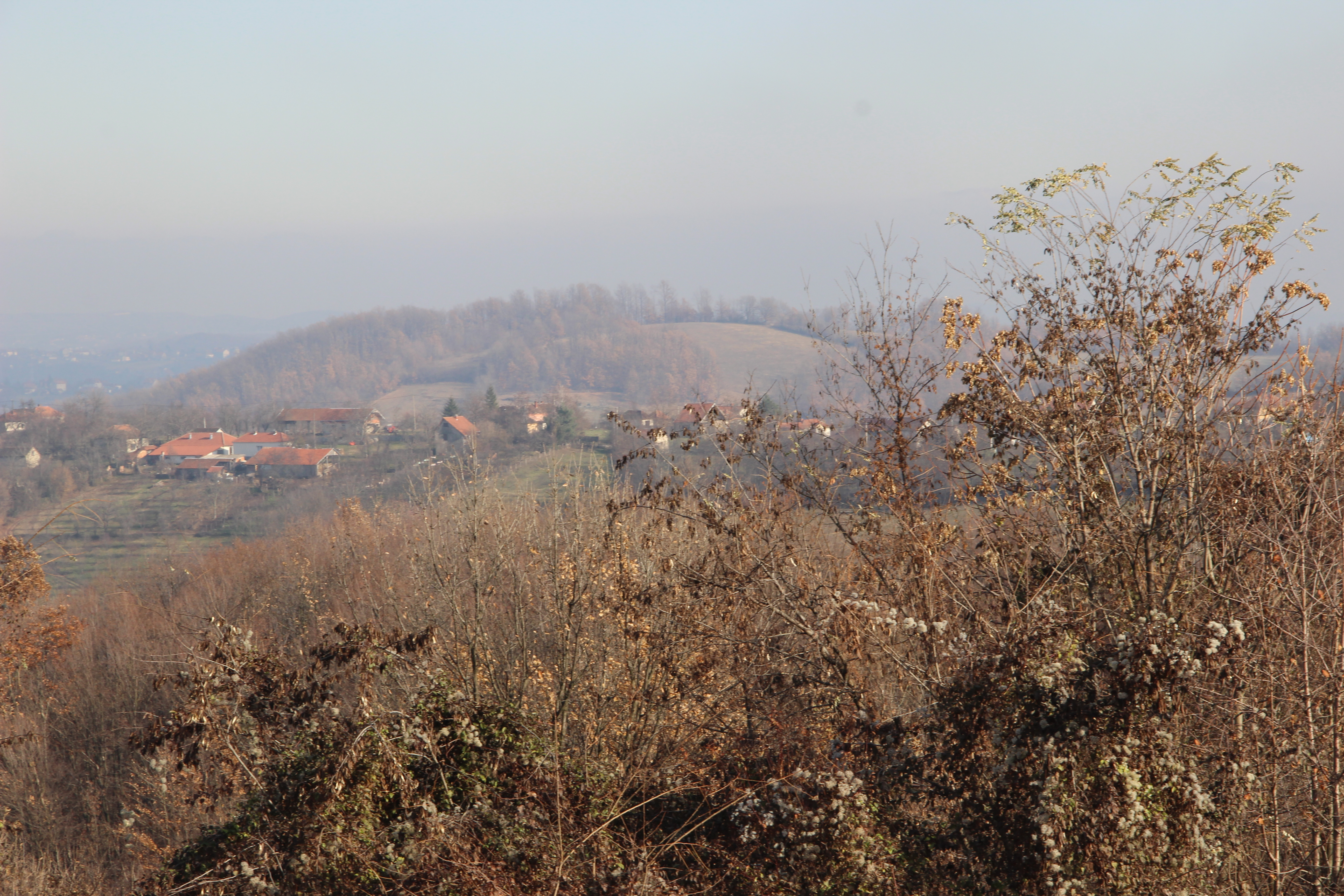
Jovanja - panorama
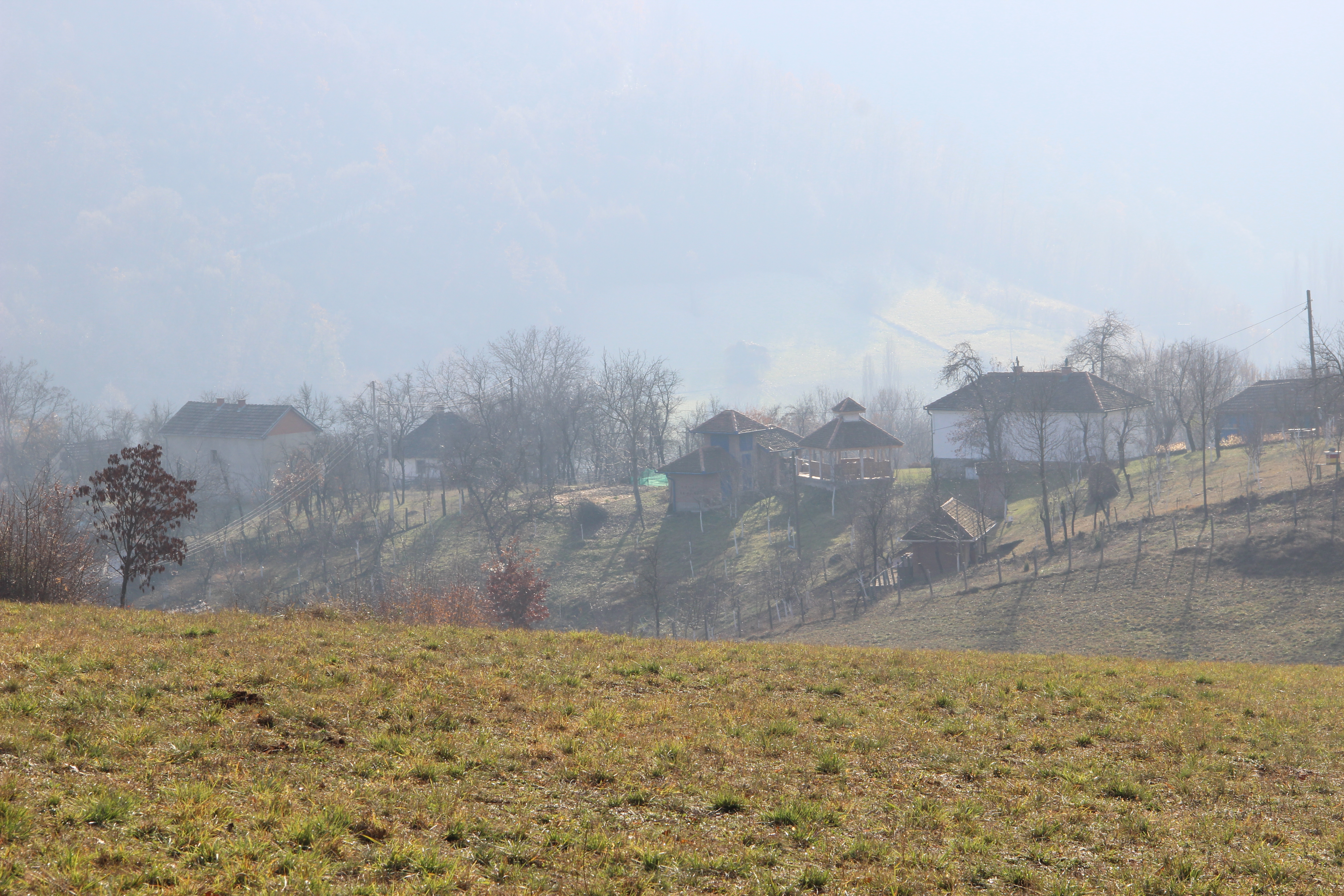
Jovanja - panorama
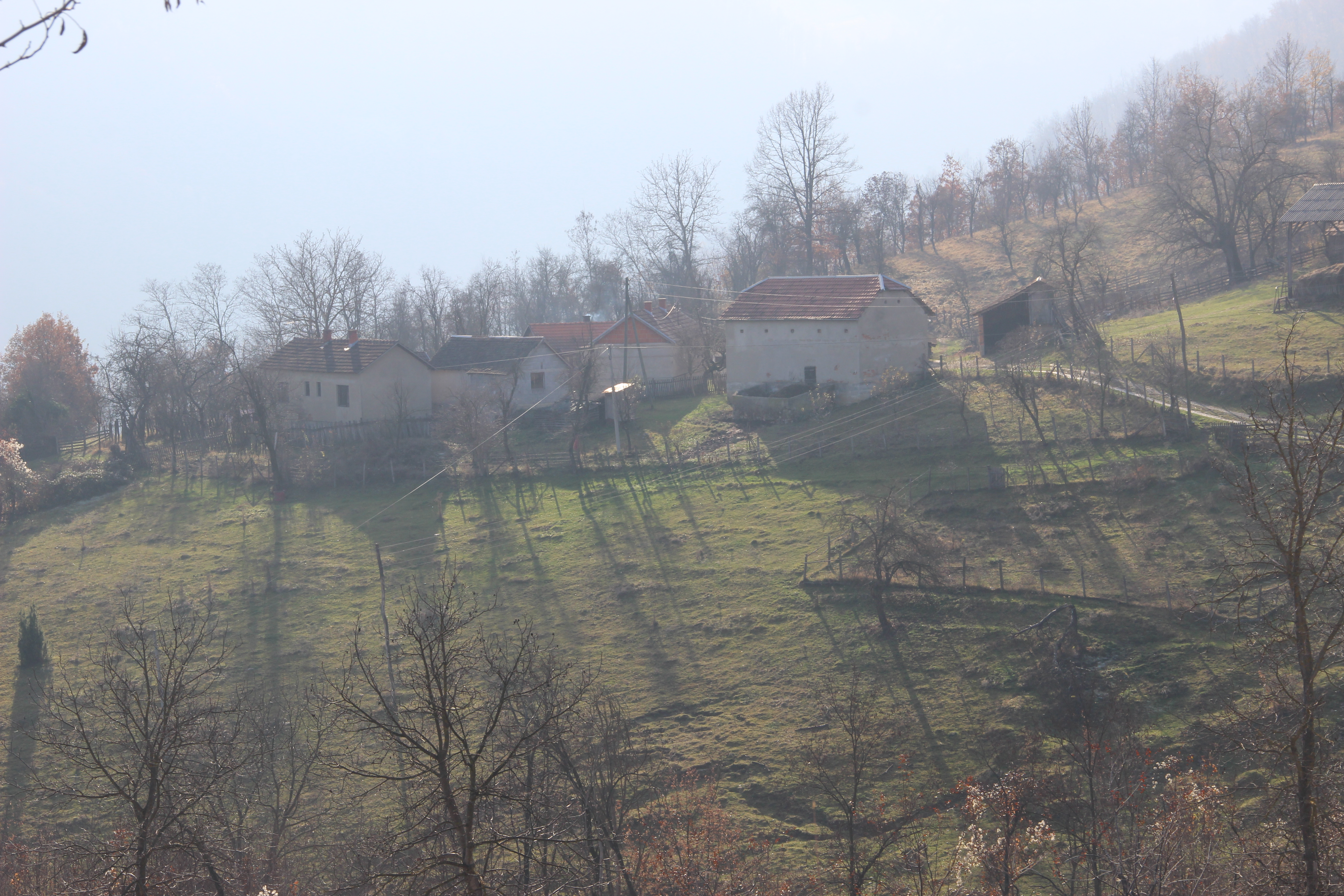
Jovanja - panorama
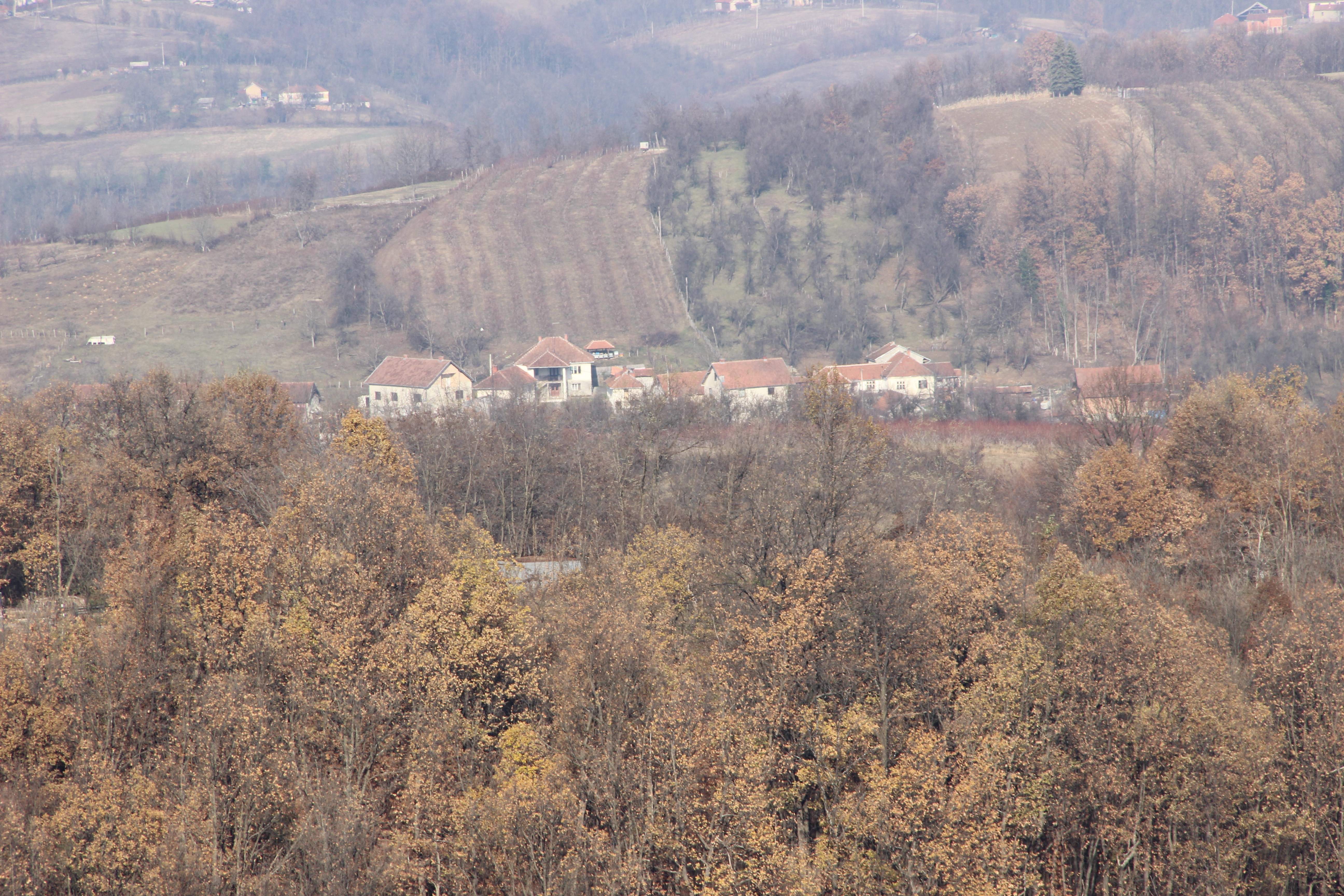
Jovanja - panorama
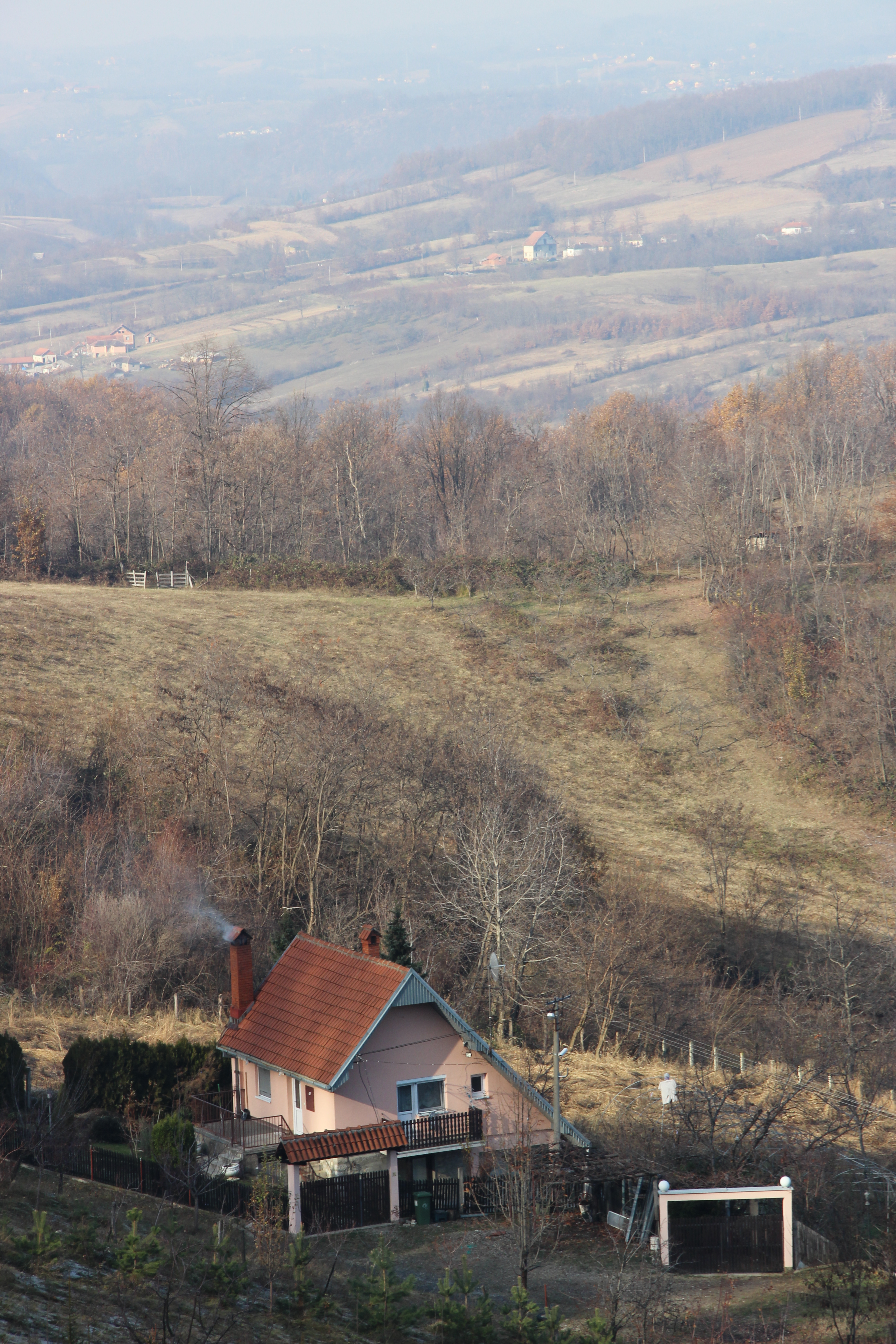
Jovanja - panorama
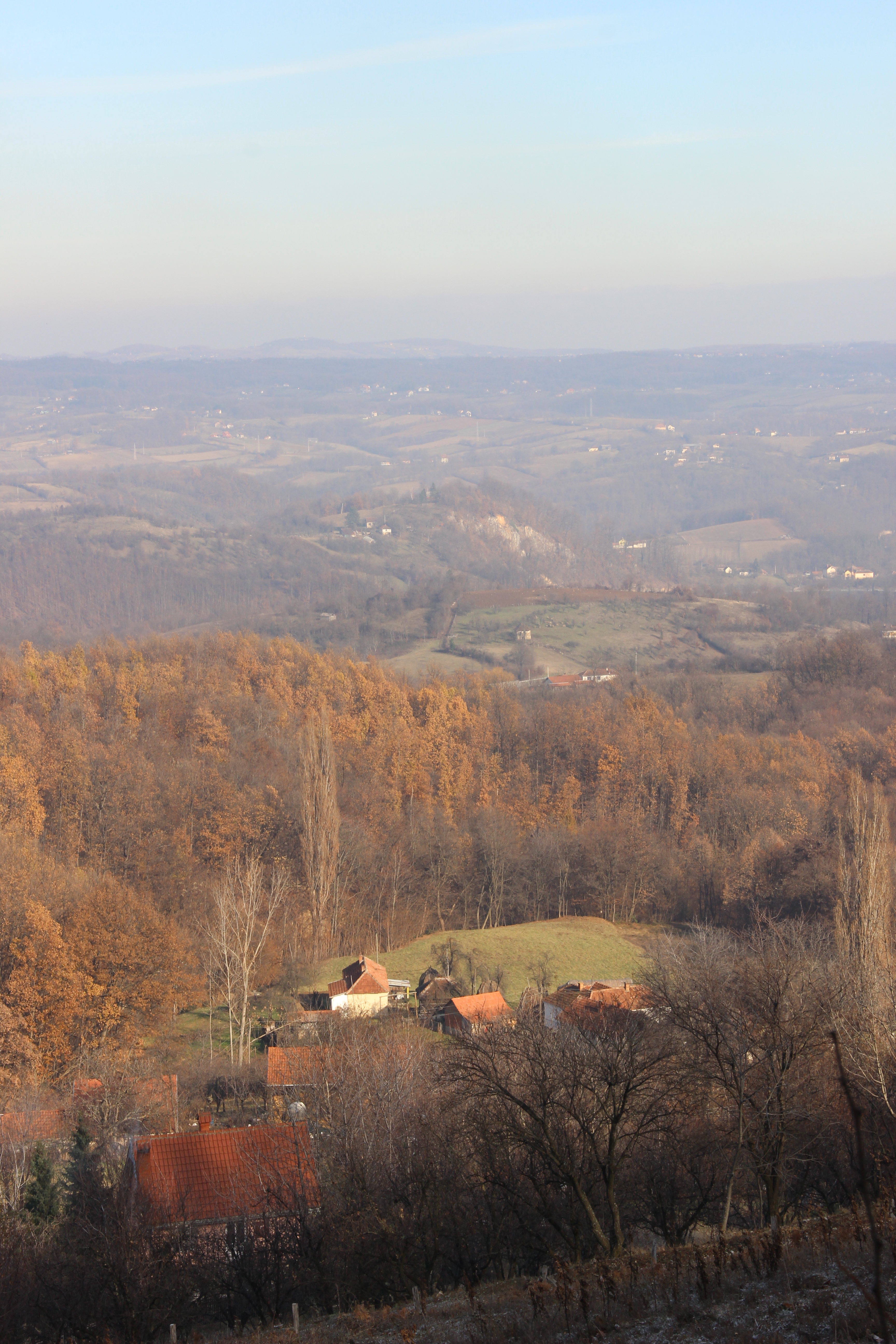
Jovanja - panorama

## Demografia
| 1948 | 1953 | 1961 | 1971 | 1981 | 1991 | 2002 | 2011 |
| ---- | ---- | ---- | ---- | ---- | ---- | ---- | ---- |
| 573  | 574  | 523  | 461  | 408  | 367  | 310  | 271  |